# Antisense-RNA

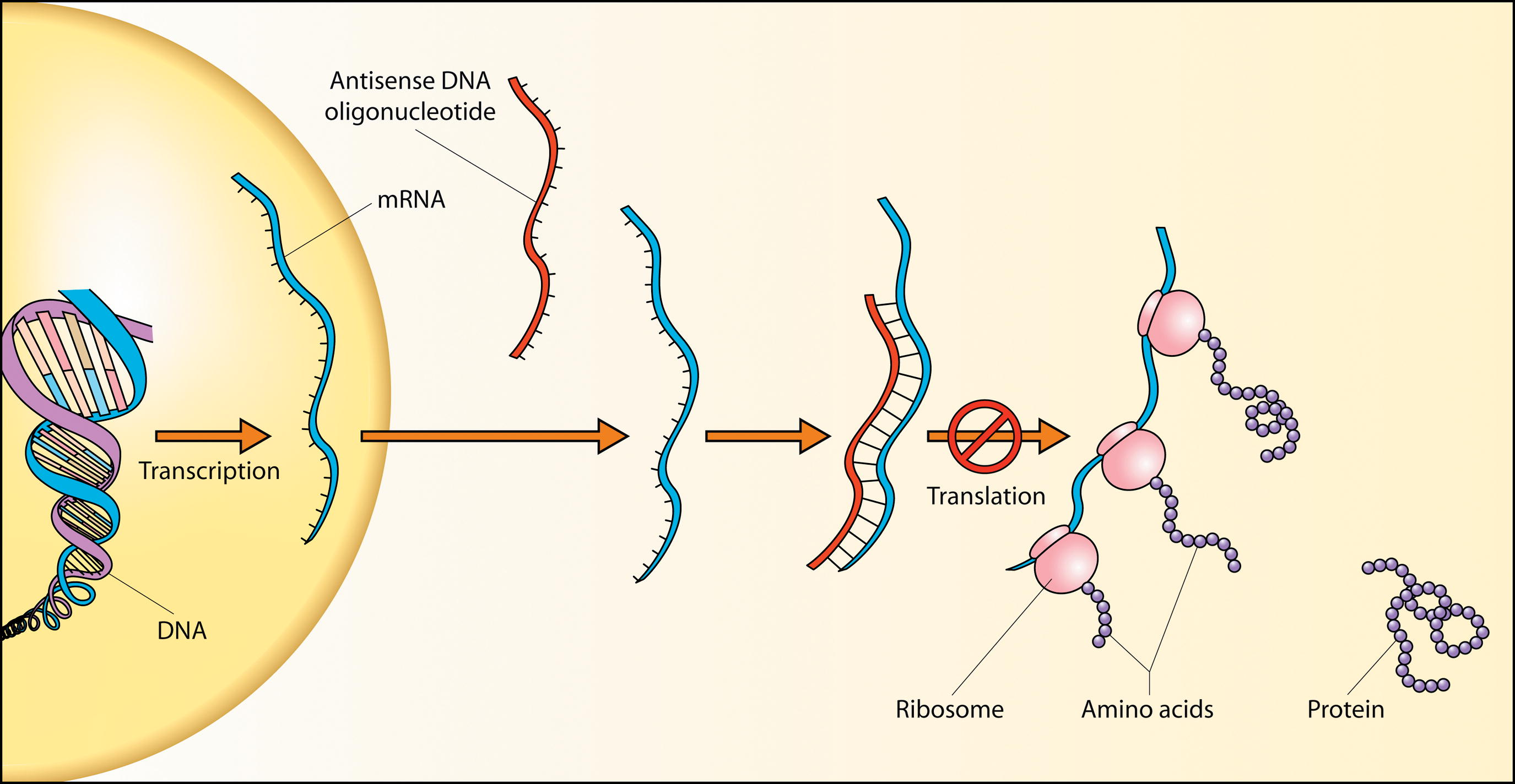
Translatieremming door antisense-RNA.

Antisense-RNA is een enkelstrengse oligonucleotide, die de expressie van een gen stil kan leggen. Antisense-RNA kan zo worden gesynthetiseerd dat ze een binding aangaan met een specifiek messenger-RNA-molecuul in de cel. Na binding zal de translatie van dit mRNA-molecuul geblokkeerd worden. Zo wordt de normale werking van een gen stilgelegd. Dit principe wordt gebruikt in de geneeskunde van erfelijke ziekten, om de expressie van ziekmakende RNA-moleculen tegen te gaan.
Deze techniek wordt veel gebruik in moleculair-biologisch onderzoek, bijvoorbeeld om de functies of werkingsmechanismen van genen op te helderen. Hierbij maakt men gebruik van specifieke antisense-RNA's, die gericht zijn tegen het mRNA van interesse. Het antisense-RNA wordt geïntroduceerd in cellen, het mRNA van interesse wordt geblokkeerd, en vervolgens wordt gekeken naar het moleculair of fenotypisch verschil tussen de knock-down-variant en de onbehandelde variant.